# Eupsittula
Eupsittula este un gen de papagali din tribul Arini, care se găsesc în America de Sud. Majoritatea sunt predominant verzi, deși câteva sunt predominant galben sau portocaliu.
Genul conține 5 specii:
- Eupsittula aurea
- Eupsittula cactorum
- Eupsittula canicularis
- Eupsittula nana
- Eupsittula pertinax